# 古爾布呂

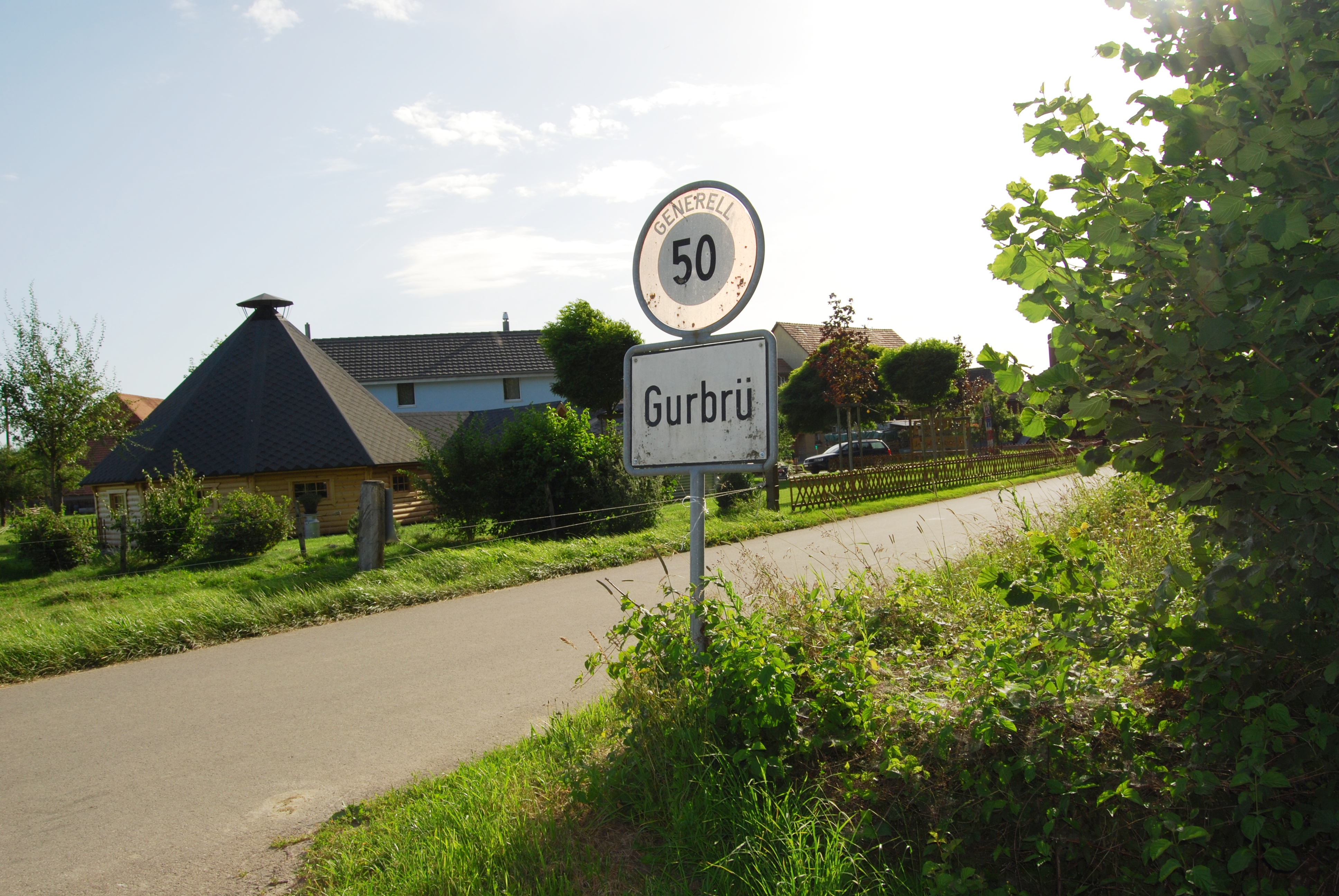

古爾布呂是瑞士的城鎮，位於該國中西部，由伯恩州負責管轄，面積1.84平方公里，海拔高度484米，2011年人口244，八成人口信奉基督教，人口密度每平方公里133人。